# دایسوکه کیکوتا
دایسوکه کیکوتا (انگلیسی: Daisuke Kikuta; ۱ دسامبر ۱۹۸۸ – ) بازیگر اهل ژاپن بود.